# Willem de Vlamingh

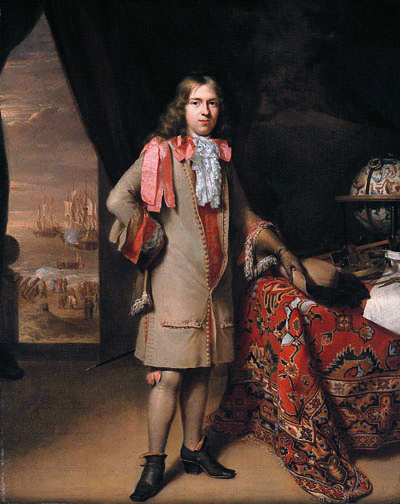
Willem de Vlamingh, Porträt von Jan und Nicolaas Verkolje, 1690–1700.

Willem de Vlamingh (gebürtig Willem Hesselsz, * 18. November 1640 auf der Insel Vlieland; † 1698) war ein niederländischer Seefahrer und Entdecker.
Er machte sich vor allem in der Erforschung des Südwestens Australiens einen Namen. 1696 begann in Amsterdam seine Suche mit drei Schiffen nach dem 1694 spurlos verschollenen VOC- (Niederländische Ostindien-Kompanie) Schiff Ridderschap van Holland, das am 11. Juli 1693 mit 325 Mann an Bord nach Batavia (heutiger Name Jakarta) abgefahren war. Späteres Ziel seiner Expedition war das damalige Neu-Holland (das heutige Australien), welches er über die bekannte Route via Kap der Guten Hoffnung und durch den Indischen Ozean zu erreichen suchte. Die Namen der Schiffe waren Geelvink, Nyptangh und Wezeltje.
Am 29. Dezember 1696 entdeckte er Rottnest Island, welches er nach den dort lebenden Quokkas benannte, die er für große Ratten hielt. Im darauffolgenden Monat erforschte er am 10. Januar 1697 den Swan River, welchen er ebenfalls nach einer an seinen Ufer vorkommenden Tierart, dem Schwarzschwan, benannte. Am 4. Februar 1697 landete er auf Dirk Hartog Island in Western Australia, wo er die von Dirk Hartog angebrachte Hartzinn-Plakette durch eine neue ersetzte, auf der auch sein Besuch erwähnt wurde. Die ursprüngliche Plakette befindet sich heute im Rijksmuseum.
Nach de Vlamingh wurden mehrere geographische Objekte in Westaustralien benannt.